# 第七代赫里福德伯爵汉弗莱·德·博亨
汉弗莱·德·博亨，第七代赫里福德伯爵，第六代埃塞克斯伯爵和第二代北安普顿伯爵（Humphrey de Bohun, 7th Earl of Hereford, 6th Earl of Essex and 2nd Earl of Northampton） (1342年 – 1373年) 英国爱德华三世国王期间一名重要的贵族。 
他是北安普顿伯爵威廉·德博亨之子，赫里福德伯爵汉弗莱·德博亨之孙。赫里福德伯爵终于他这一代。在他去世后，他的巨大遗产被他的二个女儿划分：長女瑪麗·德·博亨，嫁給未来的亨利四世。次女埃莉诺（Eleanor），嫁給格洛斯特公爵伍德斯托克的托马斯。亨利四世登基前作為他的女婿是赫里福德公爵。
| 前任： 汉弗莱·德·博亨 | 埃塞克斯伯爵 | 繼任： 伍德斯托克的托马斯 |